# Lissocarcinus holothuricola
Lissocarcinus holothuricola is een krabbensoort uit de familie van de Portunidae. De wetenschappelijke naam van de soort is voor het eerst geldig gepubliceerd in 1877 door Streets.